# Mikroregion Nový Dvůr
Mikroregion Nový Dvůr je svazek obcí v okresu Hodonín, jeho sídlem jsou Milotice a jeho cílem je regionální rozvoj s využitím nových fondů. Hlavními rozvojové osy strategie mikroregionu jsou: rozvoj infrastruktury a ochrana životního prostředí.. Sdružuje celkem 6 obcí a byl založen v roce 2002. Počet obyvatel svazku je 13 112. Rozloha mikroregionu je 7 690 ha.

## Historie
Historický název Nový dvůr pochází z počátku 17. století a váže se k dějinám Milotického panství, ke kterému tehdy patřily všechny obce dnešního mikroregionu vyjma Ratiškovic.

## Aktivity mikroregionu
Mikroregion Nový Dvůr nejprve realizoval drobné aktivity - přednášky pro vinaře, zájezdy na Valtické vinné trhy, setkání kronikářů, pochody, sportovní turnaje. Později se pustil do větších projektů dotovaných z různých dotačních programů vládních i evropských - Trh místních produktů a řemesel, folklórní festivaly, výstavy, Projekt bezpečných cyklostezek mikroregionu

## Obce sdružené v mikroregionu
- Milotice
- Ratíškovice
- Skoronice
- Svatobořice-Mistřín
- Vacenovice
- Vlkoš